# Lista istniejących tiar papieskich

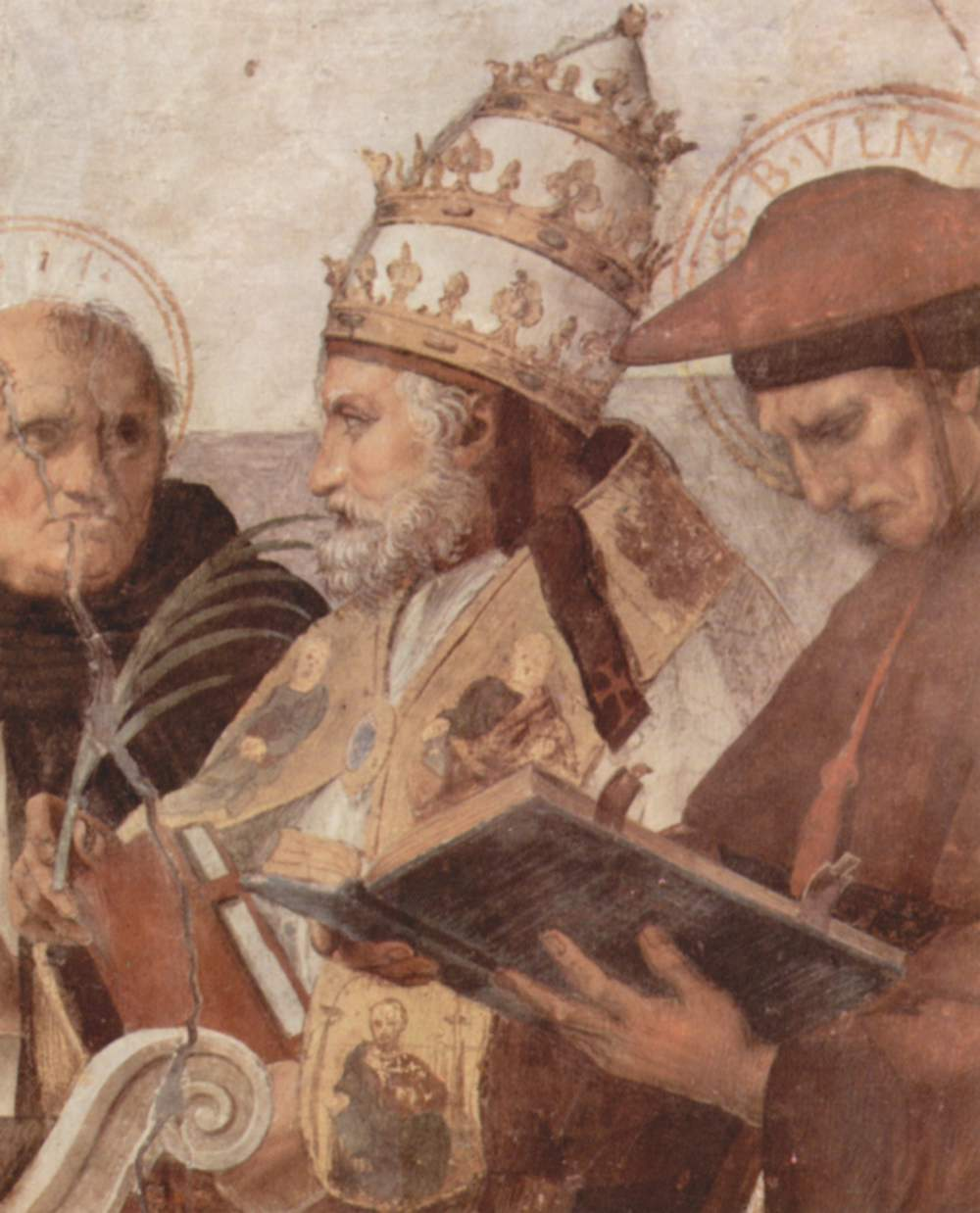
Papież Juliusz II w tiarze na fresku Raffaella, XVI w., Watykan

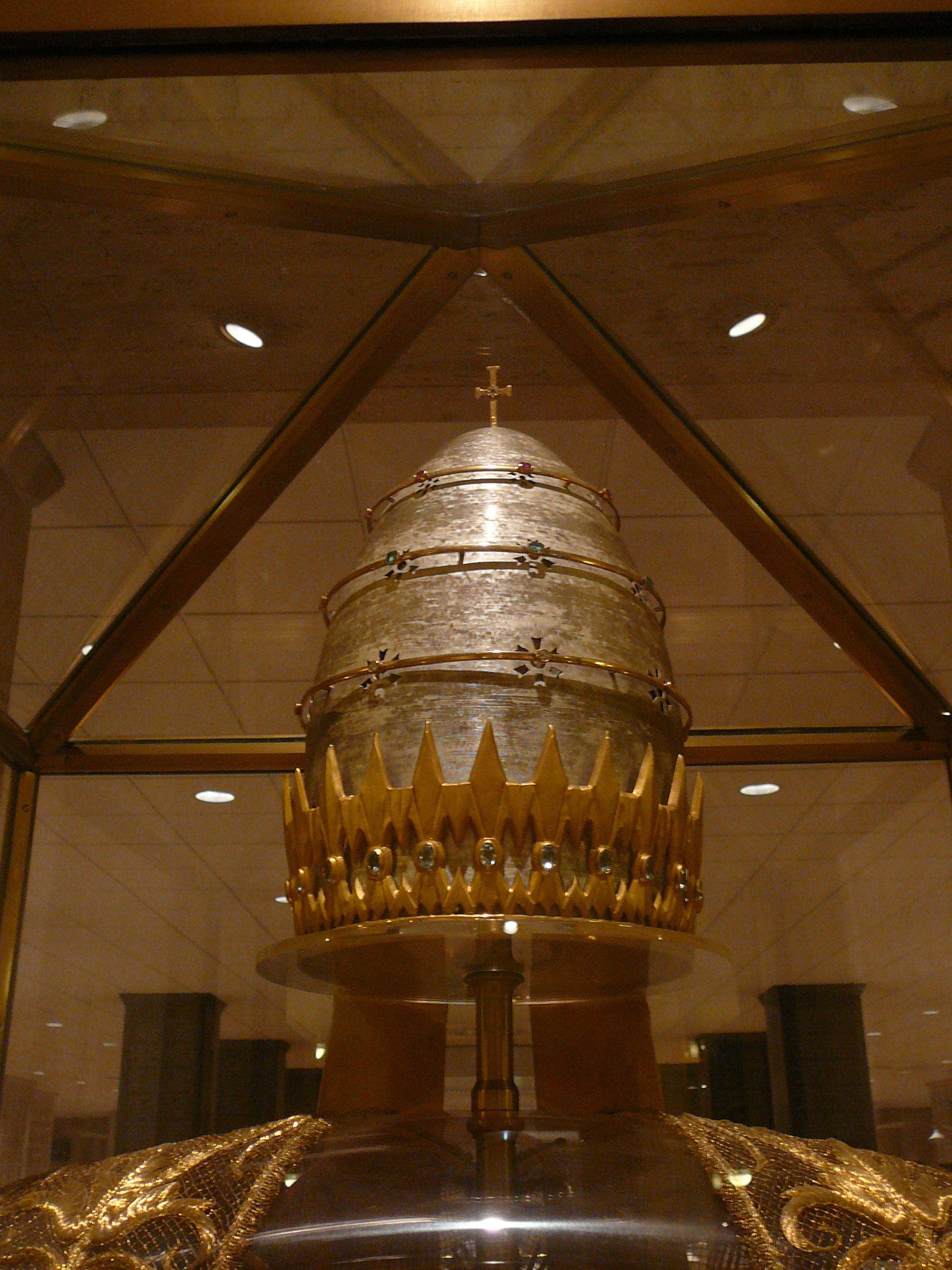
Tiara Pawła VI

Tiara była papieskim nakryciem głowy używanym w obrzędach nieliturgicznych i przy okazji oficjalnych wystąpień, np. przy ogłaszaniu dogmatów. Z używania jej zrezygnował zarówno Paweł VI, jak i jego następcy Jan Paweł I i Jan Paweł II. Jako pierwszy nie umieścił jej w swoim herbie papież Benedykt XVI. Tiara widnieje w herbie Watykanu.
Chociaż mówi się zazwyczaj o jednej tiarze, prawdą jest jednak, iż współcześnie istnieje ich ponad dwadzieścia. Najstarsza istniejąca tiara wykonana została w XVIII wieku, najnowsza w 2016. Dwanaście z nich znajduje się w Watykanie, dwie wystawione są na widok publiczny w Stanach Zjednoczonych: w bazylice Niepokalanego Poczęcia w Waszyngtonie oraz w bazylice Najświętszego Serca przy Uniwersytecie w Notre Dame w Indianie.

## Lista istniejących tiar
W nawiasie podano datę wykonania.
1. Tiara papieża Grzegorza XIII (XVI wiek)
2. Tiara z papier-mâché papieża Piusa VII (na koronację w Wenecji w 1800)
3. Tiara papieża Piusa VII (1804, ozdoby pochodziły z poprzednich tiar zgniecionych i ukradzionych przez bojówkarzy francuskiego dyrektoriatu w 1798; jest zbyt mała i zbyt ciężka, ażeby być używaną, waży 8 kilogramów)
4. Tiara papieża Piusa VII (1820) - zdjęcie
5. Tiara papieża Grzegorza XVI (1834])
6. Tiara papieża Grzegorza XVI (1845)
7. Tiara papieża Grzegorza XVI (data nieznana), lżejsza wersja tiary
8. Tiara papieża Piusa IX (1846), koronacyjna
9. Tiara papieża Piusa IX (1855), dar królowej Izabeli II Hiszpańskiej - zdjęcie
10. Tiara papieża Piusa IX (lata 50. XIX wieku), dar Zgromadzenia Świętego Krzyża, wystawiona w bazylice Najświętszego Serca przy Uniwersytecie w Notre Dame w Indianie, w Stanach Zjednoczonych
11. Tiara papieża Piusa IX (1871), dar belgijskiego dworu królewskiego, wykonana przez Jeana Baptiste Bethume z Ghent
12. Tiara papieża Piusa IX (lata 70. XIX wieku), lżejsza wersja
13. Tiara papieża Piusa IX (1877) dar Gwardii Palatyńskiej z okazji papieskiego jubileuszu - zdjęcie
14. Tiara papieża Leona XIII (1887), dar cesarza Wilhelma I Hohenzollerna z okazji papieskiego złotego jubileuszu kapłańskiego
15. Tiara papieża Leona XIII (1888), dar paryskich katolików z okazji złotego jubileuszu, wykonana przez François Désiré Froment-Meurice - zdjęcie
16. Tiara papieża Leona XIII (1894), dar cesarza Franciszka Józefa I
17. Tiara papieża Leona XIII (1903), zrobiona ze złota dla uczczenia srebrnego jubileuszu na Stolicy Piotrowej, w imieniu katolików całego świata ofiarował wikariusz generalny Rzymu - zdjęcie
18. Tiara papieża Piusa X (1908), zrobiona przez papieskiego jubilera Tatani dla uczczenia złotego jubileuszu święceń kapłańskich; papież uznał inne tiary za zbyt ciężkie
19. Tiara papieża Piusa XI (1922)
20. Tiara papieża Piusa XI (1922), dar archidiecezji mediolańskiej
21. Tiara papieża Jana XXIII (1959), dar wiernych z Bergamo, z okazji wyboru
22. Tiara papieża Pawła VI (1963), wykonana przez rzemieślników z archidiecezji mediolańskiej, której arcybiskupem Paweł VI był przed wyborem na biskupa Rzymu; obecnie wystawiona na widok publiczny w podziemiach bazyliki Niepokalanego Poczęcia w Waszyngtonie.
23. Tiara papieża Jana Pawła II (1981), ofiarowana mu przez katolików węgierskich; nigdy nie została użyta - zdjęcie
24. Tiara papieża Benedykta XVI (2011), dar niemieckiego przedsiębiorcy, ofiarowana na audiencji generalnej 25 maja 2011 (zdjęcie); nigdy nie została użyta
25. Tiara papieża Piusa II, znajduje się w bazylice archikatedralnej we Fromborku
26. Tiara papieża Franciszka (2016), dar przewodniczącego parlamentu Macedonii - Trajko Veljanovskiego podczas audiencji 16 maja 2016 (zdjęcie)

Mimo że papież Paweł VI zdecydował się na nienoszenie tiary, w geście pokory ofiarowując ją Kościołowi w Ameryce, jego konstytucja apostolska z 1975 Romano Pontifici Eligendo uwzględniała koronację następców. Jan Paweł I odprawił tylko mszę inaugurującą pontyfikat. Papież Jan Paweł II w konstytucji Universi Dominici gregis z 1996 zostawił następcom prawo wyboru ceremoniału inauguracyjnego.